# Epidendrum campylostele
Epidendrum campylostele är en orkidéart som beskrevs av Eric Hágsater och Roberto Vásquez. Epidendrum campylostele ingår i släktet Epidendrum och familjen orkidéer.
Artens utbredningsområde är Bolivia. Inga underarter finns listade i Catalogue of Life.